# 곽훈
곽훈(郭勳, ? ~ 184년)은 후한 말기의 관료이다.

## 행적
광화 7년(184년), 거록군 사람 장각이 반란을 일으켰다(황건적의 난). 이 반란은 전국에서 일어났는데, 유주 소속 군들 가운데 하나인 광양군에서도 장각을 따라 반란이 일어났다. 이에 유주자사 곽훈은 광양태수 유위(劉衛)와 함께 황건적을 공격하였으나, 둘 다 이들에게 죽임을 당하였다.
곽훈 사후 조정에서 후임을 보냈다는 기록은 없으며, 반란 진압 후 중평 5년(188년)에 유우가 유주목으로 부임한 기록이 있다.

### 참조주
1. ↑  범엽, 《후한서》, 권8 기(紀) 제8 효령제기(孝靈帝紀)
2. ↑  사마광 편집, 호삼성 음주, 《자치통감》, 권58 한기(漢紀) 제50 영제 중평 원년(184, 갑자)
3. ↑  엄연, 《자치통감보》, 권58 한기(漢紀) 제50 효령황제 中 광화 7년(184, 갑자)
4. ↑  범엽, 《후한서》, 권73 열전 제63 유우공손찬도겸열전 중 유우
5. ↑  사마광 편집, 호삼성 음주, 《자치통감》, 권59 한기(漢紀) 제51 영제 중평 5년(188, 무진)
6. ↑  엄연, 《자치통감보》, 권58 한기(漢紀) 제51 효령황제 下 중평 5년(188, 무진)